# قرار مجلس الأمن التابع للأمم المتحدة رقم 1639
قرار مجلس الأمن التابع للأمم المتحدة رقم 1639، المتخذ بالإجماع في 21 تشرين الثاني / نوفمبر 2005، بعد الإشارة إلى القرارات السابقة بشأن النزاعات في يوغوسلافيا السابقة، بما في ذلك القرارات 1031 (1995)، 1088 (1996)، 1423 (2002)، 1491 (2003)، 1551 ( 2004) و1575 (2004)، مدد المجلس ولاية عملية ألثيا في البوسنة والهرسك كخليفة قانوني لقوة تحقيق الاستقرار لمدة اثني عشر شهرًا أخرى.

## القرار

### أعمال
بموجب الفصل السابع من ميثاق الأمم المتحدة، ذكّر المجلس أطراف اتفاق دايتون بمسؤوليتهم عن تنفيذ الاتفاقية. وأكد دور المندوب السامي للبوسنة والهرسك في رصد تنفيذه. كما أولى أهمية للتعاون مع المحكمة الجنائية الدولية ليوغوسلافيا السابقة.
وأثنى مجلس الأمن على الدول المشاركة في عملية الاتحاد الأوروبي ومدد المهمة لمدة اثني عشر شهرًا أخرى. كما أذن باستخدام التدابير اللازمة، بما في ذلك استخدام القوة والدفاع عن النفس، لضمان الامتثال للاتفاقيات وسلامة وحرية تنقل أفراد قوة الاتحاد الأوروبي أو الناتو. ستنطبق جميع الاتفاقات على مهمة المتابعة.
ورحب القرار كذلك بنشر بعثة شرطة الاتحاد الأوروبي في البوسنة والهرسك منذ 1 يناير 2003، والتي حلت محل بعثة الأمم المتحدة في البوسنة والهرسك. وأخيراً، طلب من الأمين العام كوفي عنان أن يقدم تقريراً عن التقدم الذي أحرزه الطرفان في تنفيذ اتفاقات السلام بينهما.

## روابط خارجية
- نص القرار في undocs.org